# Giro d'Itàlia de 1963
El Giro d'Itàlia de 1963 fou la 46a edició del Giro d'Itàlia i es disputà entre el 19 de maig i el 9 de juny de 1963, amb un recorregut de 4.063 km distribuïts en 21 etapes, una d'elles contrarellotge individual. 120 ciclistes hi van prendre part, acabant-lo 86 d'ells. La sortida fou a Nàpols i l'arribada a Milà.

## Història
Vito Taccone fou un dels grans protagonistes d'aquesta edició del Giro d'Itàlia, mostrant-se imparable en les etapes de muntanya. Fou el vencedor de la classificació de la muntanya, després de passar el primer per 12 dels 17 ports puntuables de la carrera. També guanyà cinc etapes, quatre d'elles de manera consecutiva, incloent els finals en alt a Oropa i Leukerbad.
En la contrarellotge de la 16a etapa, amb victoria d'Adorni i que el posava de ple en la lluita per la victòria final, Ronchini recuperava un lideratge que havia perdut a mans de Balmamion en l'etapa amb final en terres suïsses. Però, una vegada més, tot quedava per decidir en les darreres etapes de muntanya. En la divuitena etapa, amb victòria per a Arnaldo Pambianco, Adorni recuperà el lideratge que havia tingut durant les tres primeres etapes, però Balmamion arribà a meta al seu costat, per la qual cosa sols 22" els separava en la classificació general. En la dinovena etapa, amb final a Moena i sis ports puntuables, Taccone arribà a meta en solitari, si bé no era un home perillós per a la general. En la lluita per la general Balmamion no sols recuperà els 22 segons, sinó que avantatjà en més de dos minuts a Adorni. D'aquesta manera Franco Balmamion aconseguia el seu segon Giro d'Itàlia consecutiu, una vegada més sense guanyar cap etapa.
La participació estrangera es limità a tan sols 13 ciclistes, dels quals sols el mallorquí Jaume Alomar guanyà una etapa, alhora que era el millor classificat en la general, amb la 15a posició final.

## Equips participants
En aquesta edició del Giro hi van prendre part 12 equips formats per 10 ciclistes cadascun, per formar un pilot amb 120 corredors.
| Núm.  | Codi | Equip    |
| ----- | ---- | -------- |
| 1-10  | CAR  | Carpano  |
| 11-20 | CIT  | Cite     |
| 21-30 | CYN  | Cynar    |
| 31-40 | GAZ  | Gazzola  |
| 41-50 | LIB  | Libertas |
| 51-60 | IBA  | IBAC     |

| Núm.    | Codi | Equip          |
| ------- | ---- | -------------- |
| 61-70   | LEG  | Legnano        |
| 71-80   | LYG  | Lygie          |
| 81-90   | MOL  | Molteni        |
| 91-100  | SAL  | Salvarani      |
| 101-110 | SNP  | San Pellegrino |
| 111-120 | SPR  | Spring Oil     |

## Etapes
| Etapa | Data       | Inici - final                     | Km  | Vencedor d'etapa           | Líder de la general    |
| ----- | ---------- | --------------------------------- | --- | -------------------------- | ---------------------- |
| 1a    | 19 de maig | Nàpols - Potenza                  | 182 | Vittorio Adorni (ITA)      | Vittorio Adorni (ITA)  |
| 2a    | 20 de maig | Potenza - Bari                    | 185 | Pierino Baffi (ITA)        | Vittorio Adorni (ITA)  |
| 3a    | 21 de maig | Bari - Campobasso                 | 252 | Jaume Alomar (ESP)         | Vittorio Adorni (ITA)  |
| 4a    | 22 de maig | Campobasso - Pescara              | 213 | Guido Carlesi (ITA)        | Diego Ronchini (ITA)   |
| 5a    | 23 de maig | Pescara - Viterbo                 | 263 | Vendramino Bariviera (ITA) | Diego Ronchini (ITA)   |
| 6a    | 24 de maig | Bolsena - Arezzo                  | 192 | Vendramino Bariviera (ITA) | Diego Ronchini (ITA)   |
| 7a    | 25 de maig | Arezzo - Riolo Terme              | 173 | Nino Defilippis (ITA)      | Diego Ronchini (ITA)   |
| 8a    | 26 de maig | Riolo Terme - Salsomaggiore Terme | 203 | Adriano Durante (ITA)      | Diego Ronchini (ITA)   |
| 9a    | 27 de maig | Salsomaggiore Terme - La Spezia   | 173 | Giorgio Zancanaro (ITA)    | Diego Ronchini (ITA)   |
| 10a   | 28 de maig | La Spezia - Asti                  | 225 | Vito Taccone (ITA)         | Diego Ronchini (ITA)   |
| 11a   | 29 de maig | Asti - Santuari d'Oropa           | 130 | Vito Taccone (ITA)         | Diego Ronchini (ITA)   |
| 12a   | 30 de maig | Biella - Leukerbad (SUI)          | 214 | Vito Taccone (ITA)         | Franco Balmamion (ITA) |
| 13a   | 31 de maig | Sierre (SUI) - Saint-Vincent      | 152 | Vito Taccone (ITA)         | Franco Balmamion (ITA) |
| 14a   | 1 de juny  | Saint-Vincent - Cremona           | 260 | Marino Vigna (ITA)         | Franco Balmamion (ITA) |
| 15a   | 2 de juny  | Mantova - Treviso                 | 155 | Franco Magnani (ITA)       | Franco Balmamion (ITA) |
| 16a   | 4 de juny  | Treviso - Treviso (CRI)           | 56  | Vittorio Adorni (ITA)      | Diego Ronchini (ITA)   |
| 17a   | 5 de juny  | Treviso - Gorizia                 | 213 | Vendramino Bariviera (ITA) | Diego Ronchini (ITA)   |
| 18a   | 6 de juny  | Gorizia - Belluno (Nevegal)       | 248 | Arnaldo Pambianco (ITA)    | Vittorio Adorni (ITA)  |
| 19a   | 7 de juny  | Belluno - Moena                   | 198 | Vito Taccone (ITA)         | Franco Balmamion (ITA) |
| 20a   | 8 de juny  | Moena - Lumezzane                 | 240 | Guido Carlesi (ITA)        | Franco Balmamion (ITA) |
| 21a   | 9 de juny  | Brescia - Milà                    | 136 | Antonio Bailetti (ITA)     | Franco Balmamion (ITA) |

## Classificacions finals

### Classificació general
| Classificació General                  | Classificació General     | Classificació General | Classificació General |
| Pos.                                   | Ciclista                  | Equip                 | Temps                 |
| -------------------------------------- | ------------------------- | --------------------- | --------------------- |
| 1                                      | Franco Balmamion (ITA)    | Carpano               | 116h 50' 16"          |
| 2                                      | Vittorio Adorni (ITA)     | Cynar                 | + 02' 24"             |
| 3                                      | Giorgio Zancanaro (ITA)   | San Pellegrino        | + 03' 15"             |
| 4                                      | Guido de Rosso (ITA)      | Molteni               | + 06' 34"             |
| 5                                      | Diego Ronchini (ITA)      | Salvarani             | + 10' 11"             |
| 6                                      | Vito Taccone (ITA)        | Lygie                 | + 11' 50"             |
| 7                                      | Imerio Massignan (ITA)    | Legnano               | + 16' 52"             |
| 8                                      | Guido Carlesi (ITA)       | Molteni               | + 17' 08"             |
| 9                                      | Graziano Battistini (ITA) | IBAC                  | + 23' 38"             |
| 10                                     | Carlo Brugnami (ITA)      | Gazzola               | + 25' 36"             |
| 120 participants, 86 acabaren la cursa |                           |                       |                       |

### Classificació de la muntanya
|   | Ciclista                | Equip          | Punts |
| - | ----------------------- | -------------- | ----- |
| 1 | Vito Taccone (ITA)      | Lygie          | 520   |
| 2 | Giorgio Zancanaro (ITA) | San Pellegrino | 120   |
| 3 | Franco Bitossi (ITA)    | Spring Oil     | 100   |